# Čaplyne
Čaplyne (ukrajinsky Чаплине, rusky Чаплино – Čaplino) je sídlo městského typu v Dnipropetrovské oblasti na Ukrajině.   K roku 2018 v něm žilo bezmála čtyři tisíce obyvatel. 

## Poloha a doprava
Čaplyne leží nedaleko toku říčky Čaplyny, levého přítoku Samary v povodí Dněpru. Blízké větší sídlo je Vasylkivka, která je vzdálena zhruba dvacet kilometrů severozápadně.

## Dějiny
Čaplyne vzniklo jako staniční osídlení při stavbě Jekatěrinské dráhy, které byla zbudována v letech 1882–1904, aby spojila doněckou uhelnou pánev s kryvorožskou železnorudnou pánví.
Za druhé světové války bylo Čaplyne od 4. října 1941 do 10. září 1943 obsazeno německou armádou.
Během rusko-ukrajinské války provedly 24. srpna 2022 Ozbrojené síly Ruské federace raketový útok na nádraží v Čaplyne, při kterém zahynulo nejméně 25 osob.